# I Gusti Ayu Bintang Darmawati
I Gusti Ayu Bintang Darmawati, née le 24 novembre 1968 à Denpasar (Bali), est une femme politique indonésienne, membre du Parti démocratique indonésien de lutte (PDIP).
De 2019 à 2024, elle est ministre de l'Autonomisation des femmes et de la Protection de l'enfance au sein du Cabinet Indonésie En avant.
Son mari est Anak Agung Gede Ngurah Puspayoga (en), maire de Denpasar (2000-2008), vice-gouverneur de Bali (2008-2013) puis ministre des Coopératives et des PME (2014-2019). Elle est ainsi également connue sous le nom de I Gusti Ayu Bintang Puspayoga et elle est souvent appelée par le diminutif Bintang Puspayoga.